# Бондар (танець)
Бо́ндар — український народний танець хороводного типу.
Належить до сюжетних українських народних танців — у його малюнку відображено професійні рухи бондарів (від них також отримав свою назву).